# Sebastian Koch
Sebastian Koch (født 11. oktober 1996) er en dansk fodboldspiller, der spiller for B.93.

## Karriere
Sebastian Koch spillede i sine ungdomsår for Nykøbing FC, inden han i 2019 skiftede til B.93 på en låneaftale. Her spillede han i et halvt år, inden han vendte tilbage til Nykøbing FC.